# Dekanat czerski (diecezja pelplińska)
Dekanat Czersk – jeden z 30 dekanatów w rzymskokatolickiej diecezji pelplińskiej.

## Parafie
W skład dekanatu wchodzi 10 parafii:
- parafia Matki Bożej Częstochowskiej – Czarna Woda
- parafia św. Marii Magdaleny – Czersk
- parafia św. Józefa Oblubieńca – Huta Kalna
- parafia Najświętszego Serca Pana Jezusa – Legbąd
- parafia Narodzenia Najświętszej Maryi Panny – Łąg
- parafia św. Józefa Oblubieńca – Mokre
- parafia Wniebowzięcia Najświętszej Maryi Panny – Odry
- parafia Niepokalanego Poczęcia Najświętszej Maryi Panny – Osieczna
- parafia Najświętszego Serca Jezusowego – Szlachta
- parafia św. Katarzyny Aleksandryjskiej – Śliwice

## Sąsiednie dekanaty
Brusy, Jeżewo, Rytel, Skórcz, Tuchola, Zblewo